# Anàlisi inorgànica qualitativa

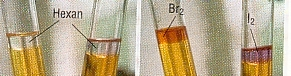
Determinació de l'existència de Brom i Iode, a partir del color resultant després d'afegir hexà

L'anàlisi inorgànica qualitativa, també anomenada marxa sistemàtica o marxa analítica és un mètode de la química analítica per establir la presència d'algun element, compost, o fase en una mostra i, per tant, determinar la composició elemental dels compostos inorgànics que hi són presents. Això es fa mitjançant reaccions químiques en les que es produeixen compostos o sals de color únic i característic.

## Descripció
l'anàlisi inorgànica qualitativa se centra principalment en la detecció d'ions en una solució aquosa, per tant en els materials que es trobin en altres formes cal portar-los a aquest estat abans de fer servir els mètodes estàndard. La solució és tractada amb diversos reactius per provar les reaccions característiques de certs ions, que poden causar la formació de compostos o sals de color únic i característic, la formació de compostos insolubles que precipitin o també poden causar altres canvis visibles. Durant l'anàlisi, es pot distingir entre dos tipus de substàncies: l'anàlit és la substància (element o compost químic) de la qual s'està determinant la presència o concentració, mentre que la matriu és el conjunt de components que formen la nostra mostra a més d'aquell o aquells que s'estan determinant.
L'anàlisi inorgància qualitativa actualment no es fa servir sinó és com una eina educativa. Les tècniques modernes com l'espectroscòpia d'absorció atòmica i ICP-MS són capaces de detectar ràpidament la presència i concentracions dels elements fent servir una mostra molt petita.
La gran majoria de mètodes de l'anàlisi qualitativa es basen en la formació de compostos insolubles mitjançant diversos reactius, afegits successivament a la dissolució, després de separar per filtració el precipitat format en cada cas. Cada precipitat, que conté un grup reduït d'ions, es dissol després, totalment o parcialment en els reactius apropiats; s'afegeixen nous reactius per a formar precipitats amb un nombre cada vegada menor d'ions fins a arribar a un únic compost insoluble que caracteritza un particular ió. L'aplicació sistemàtica del principi del producte de solubilitat constitueix la base teòrica de tota química analítica qualitativa.
Com que els mètodes de reconeixement sistemàtic de cations són relativament més senzills que els d'anions, s'assaja primer la presència de cations i després la d'anions. Tanmateix, la possible presència o absència de molts anions pot deduir-se a partir dels cations existents en la dissolució. Per exemple, si en la dissolució hi ha l'ió bari o l'ió plom, no hi ha dubte que no pot ser-hi l'ió sulfat, l'ió carbonat, ni cap dels altres anions que formen sals bàriques o sals de plom insolubles, perquè si hi fossin s'observaria un precipitat de la sal insoluble.
Cada un dels reactius afegits té una certa especificitat per reaccionar amb un o diversos components de la mostra. Un reactiu és específic (més selectiu) quan reacciona amb molt pocs cations i anions. S'anomenen reactius generals (menys específics) els que reaccionen amb molts cations i anions. La selectivitat d'un reactiu es pot canviar mitjançant tres mètodes diferents:
- Variació del pH: Quan s'afegeix a la solució un compost soluble amb un dels ions del precipitat es disminueix la solubilitat del precipitat iònic degut a un canvi en el seu equilibri de solubilitat degut a l'efecte de l'ió comú. Per exemple, l'H₂S és un reactiu general que a pH neutre o bàsic origina precipitats amb gairebé tots els cations del Sistema Periòdic; no obstant això, a pH àcid es produeix un efecte de l'ió comú, disminueix la concentració de l'anió S2- i només precipiten a pH àcid els sulfurs més insolubles, que són els sulfurs dels denominats Grups I i II de la marxa analítica.
- Canvi de l'estat d'oxidació: Els canvis en l'energia dels orbitals atòmics o moleculars deguts a canvis en l'estat d'oxidació resulten en longituds d'ona diferents que ses corresponen amb diferents colors. Per exemple, el catió Ni+2 origina un complex amb la dimetilglioxima de color rosat, però si hi ha Fe2+ amb dimetilglioxima s'observa un color rosat vermellós; si s'afegeix H₂O₂, el Fe2+ s'oxida a Fe3+, el qual no reacciona amb la dimetilglioxima i, per tant, es pot detectar el níquel.
- Emmascarament de cations: Per exemple, el Cu2+ i Cd2+ són dos cations molt semblants; tanmateix, es poden identificar. Si s'afegeix H₂S a una mostra que conté ambós cations precipiten CuS (negre) i CdS (groc). Si prèviament s'afegeix KCN a la mostra, es formeb Cu(CN)₄2- i Cd(CN)₄2-, tots dos incolors. Aleshores, si s'afegeix H₂S, el Cu(CN)₄2- no reacciona, ja que és molt estable; però el Cd(CN)₄2- que és menys estable reacciona amb l'H₂S i origina CdS (groc).

## Aspecte físic de les sals inorgàniques
| Nombre del grup. | Sal                                                                                  | Color           |
| ---------------- | ------------------------------------------------------------------------------------ | --------------- |
| 1                | MnO, MnO₂, FeO, CuO, Co₃O₄, Ni₂O₃; sulfits de Ag+, Cu+, Cu2+, Fe2+, Co2+, Pb2+, Hg2+ | Negre           |
| 2                | Sals de Cu2+ hidratades                                                              | Blau            |
| 3                | HgO, HgI₂, Pb₃O₄                                                                     | Vermell         |
| 4                | Sals de Cr3+, Cr6+, Ni2+, Fe2+ hidratat                                              | Verd            |
| 5                | Sals de Mn2+ hidratades                                                              | Rosa clar       |
| 6                | KO₂, K₂Cr₂O₇, Sb₂S₃, ferricianurs                                                    | Taronja         |
| 7                | Sals de Co2+ hidratades                                                              | Rosa vermellenc |
| 8                | Cromats, AgBr, As₂S₃, AgI, PbI₂, CdS                                                 | Groc            |
| 9                | CdO, Fe₂O₃, PbO₂, CuCrO₄                                                             | Marró fosc      |

## Detecció de cations
D'acord amb les seves propietats, els cations normalment es classifiquen en sis grups. Cada grup té un reactiu comú que es pot fer servir per separar els cations de la solució. Per obtenir resultats amb siginificat, la separació s'ha de fer següint una seqüència especificada perquè alguns ions d’un grup també poden reaccionar amb el reactiu d’un grup posterior, causant ambigüitat sobre quins ions hi són presents. Això passa perquè l'anàlisi catiònica està basada en el producte de solubilitat dels ions. A mesura que el catió assoleix la seva concentració òptima necessària per precipitar, precipita i, per tant, permet ser detectat.
Hi ha diversos mètodes de reconeixement de cations, que es diferencien en algun dels reactius afegits a la dissolució per a la precipitació successiva dels grups de compostos insolubles corresponents. La majoria d'ells utilitzen el gas sulfhídric per a la precipitació d'un cert nombre de cations com a sulfurs insolubles. L'assaig sistemàtic de cations es coneix actualement com a marxa analítica de cations. La més senzilla i utilitzada és esquematitzada a continuació, indicant-se en ella tan sols els metalls més comuns. Compren tradicionalment cinc grups i el tercer està dividit en dos subgrups:
- Grup 1: consta d’ions que formen clorurs insolubles. Per tant, el reactiu que els separa és l'àcid clorhídric (HCl), normalment usat a una concentració entre 1 i 2 M. El HCl concentrat no s'ha de fer servir perquè forma un ió complex soluble ([PbCl₄]2-) amb Pb2+. Per tant, l'ió Pb2+ podria no ser detectat. Precipiten els clorurs de Ag+, Pb2+ i Hg₂2+. La dissolució original, que pot contenir tots els cations, alguns d'ells possiblement en forma d'anió (CrO₄-, MnO₄-, etc.), es tracta en calent amb àcid clorhídric en excés, es deixa refredar i es filtra. El líquid filtrat (líquid I) passa a la investigació del grup 2. El precipitat blanc que s'hagi pogut formar pot consistir dels clorurs d'argent, plom i mercurós, tots o només alguns d'ells. Una part es tracta amb aigua bullent i es filtra en calent. El clorur de plom, que és relativament soluble, es dissol i, en el filtrat, es pot reconèixer aquest catió mitjançant l'addició d'un iodur, com el KI, o un cromat soluble, que formen iodur (PbI₂) o cromat de plom (PbCrO₄), respectivament, que són ambdós grocs i molt més insolubles. El PbI₂ es dissol en calent i forma l'anomenada pluja d'or. El residu insoluble en aigua calenta es tracta amb amoníac diluït; si s'ennegreix vol dir que contenia clorur mercurós i s'ha format mercuri metàl·lic finament dividit. El líquid amoniacal, filtrat, podrà contenir l'argent en forma d'ió complex, [Ag(NH₃)]2+, si en acidificar-lo novament amb àcid clorhídric es forma un precipitat blanc coagulós, vol dir que efectivament contenia l'ió argent.

- Grup 2: consta d’ions que formen sulfurs insolubles en presència d'àcids. Els cations en el segon grup inclouen: Cd2+, Bi3+, Cu2+, As3+, As5+, Sb3+, Sb5+. Normalment també s'inclouen Sn2+, Sn4+, Hg2+ i el Pb2+ que també es troba en el primer grup. El reactiu usat pot ser qualsevol susbstància que doni ions S2− en les solucions; els més usats són sulfur d'hidrogen (H₂S) ente 0,2 i 0,3 M), AKT (entre 0.3 i 0.6 M). Els precipitats d'aquests cations són gairebé indistingibles, excepte pel CdS, que és groc. S'escalfa el líquid I i es fa passar a través d'ell, durant uns minuts, un corrent de sulfur d'hidrogen. S'obté un precipitat, generalment negre, de sulfurs d'arsènic, antimoni, estany, mercúric, plom (pel fet que el clorur de plom és relativament soluble), coure, cadmi i bismut. Aquests sulfurs, que precipiten en medi àcid, en què la concentració d'ions S2- procedents del sulfur d'hidrogen és enormement baixa, tenen un producte de solubilitat molt baix. El precipitat se separa per filtració i el filtrat (líquid II) passa a la investigació del grup 3. El precipitat de sulfurs es tracta amb polisulfur amònic, (NH₄)₂Sx; els sulfurs d'arsènic, antimoni i estany, i en molt petita extensió els de mercuri i coure, es dissolen per formar ions complexos i es filtren per a separar les tiosals solubles dels sulfurs que romanen insolubles (de mercuri, plom, coure, cadmi i bismut). Es forma un precipitat marró vermellós o negre quan són presents Bi3+, Cu2+, Hg2+ o Pb2+. I en canvi es forma un precipitat groc en presència de Cd2+ o Sn4+ o es forma un precipitat marró si hi ha Sn2+t; o taronja vermell quan és present Sb3+. La separació de cada un dels metalls en el líquid i en el filtrat, per a la seva particular identificació, està fora de l'abast d'aquest procediment.

- Grup 3: inclou ions que formen hidròxids insolubles fins i tot a concentracions baixes. Els reactius són similars als del segon grup, però la separació es fa a pH de 8 a 9. De vegades es fa servir una solució tamponadora per assegurar aquest pH. Està dividit en dos subgrups.
  - Subgrup a: Reactiu NH₃ + NH₄Cl. Precipiten els hidròxids de Fe3+, Al3+ i Cr3+.
  - Subgrup b: Reactiu (NH₄)₂S + NH₄Cl. Precipiten els sulfurs de Mn2+, Zn2+, Co2+ i Ni2+.

El líquid II es bull per a eliminar el H₂S dissolt, s'afegeix un poc d'àcid nítric o de peròxid d'hidrogen per a oxidar el ferro que pugui existir de l'estat ferrós al fèrric, s'afegeix clorur amònic i s'afegeix en calent amoníac diluït; precipiten els hidròxids de ferro (fèrric), alumini i crom, que no són solubles en amoníac. La presència del clorur amònic fa tan xicoteta la concentració dels ions OH-, per efecte de l'ió comú, que els hidròxids dels altres metalls del grup, encara que relativament insolubles, no poden precipitar. El de ferro és terrós; el d'alumini, blanc i el de crom, verdós; per la qual cosa el color del precipitat pot servir d'orientació respecte als cations presents, i en separar-lo per filtració, pot investigar-se adequadament per al reconeixement de cada un dels ions metàl·lics que es puguin trobar en el mateix. El filtrat obtingut en separar el precipitat dels hidròxids, es bull i s'hi afegeix sulfur amònic acabat d'obtenir. S'obté un precipitat de sulfurs de manganès, zinc, cobalt i níquel, que se separa per filtració; el filtrat (líquid III) passa a la investigació del grup 4. El precipitat, el color del qual permet orientar-se respecte als sulfurs presents (els de cobalt i níquel són negres; el de manganès, rosat; el de zinc, blanc), s'investiga adequadament per al reconeixement particular de cada un dels cations que poden existir. En tractar-lo amb àcid clorhídric diluït es dissolen els sulfurs de manganès i zinc i queden insolubles els de cobalt i níquel, que només es dissolen en àcid nítric concentrat o millor en aigua règia.
- Grup 4: Els ions del cinquè grup de cations formen carbonats que són insolubles en aigua. El reactiu més usat és el carbonat d’amoni (NH₄)₂CO₃, a una concentració 0,2 M), amb un pH neutre o lleugerament bàsic. Reactiu (NH₄)₂CO₃ + NH₃ + NH₄Cl. Precipiten els carbonats de Ca2+, Sr2+ i Ba2+. El líquid III conté els metalls alcalinoterris i alcalins. S'acidifica amb àcid clorhídric i es bull per eliminar el H₂S, es filtra en el cas que existisca un precipitat de sofre (si el sulfur amònic contenia un poc de polisulfur), i s'alcalinitza feblement amb amoníac (pel que es forma clorur amònic), per després afegir carbonat amònic. S'escalfa i el precipitat dels carbonats de calci, estronci i bari se separa per filtració; el filtrat (líquid IV) passa a la investigació del grup 5. La presència d'un excés d'ions NH₄+ impedeix la precipitació del carbonat magnèsic. El precipitat obtingut es dissol en àcid nítric i s'evapora a sequedat, per a convertir els carbonats en nitrats, que s'investiguen per a reconèixer els cations alcalinoterris realment existents. Després de la separació, la manera més fàcil de distingir-los entre ells és per la prova del color de la flama: el bari dona a la flama un color verd groguenc, el calci vermell taronja i l'estronci vermell viu.

- Grup 5: Els cations que es deixen després de separar els grups previs es consideren del cinquè grup analític. Els més importants són Mg2+, Li+, Na+, K+ i NH+
4. També conté les sals amòniques procedents dels reactius afegits. Per açò, la possible presència d'aquestes en la dissolució original s'investiga prèviament, per a la qual cosa s'alcalinitza amb un lleuger excés de sosa càustica i s'escalfa; l'existència de sals amòniques es reconeix per l'olor penetrant de l'amoníac. El magnesi s'investiga afegint fosfat disòdic, Na₂HPO₄, al líquid IV; si hi ha present magnesi es forma un precipitat blanc cristal·lí de fosfat amònic magnèsic, NH₄MgPO₄. Els metalls alcalins s'investiguen actualment a la flama, el liti dona una flama vermella, el sodi groga, el potassi violada i el magnesi blanca brillant.

### Marxa del carbonat de sodi
Els reactius generals per a fer la separació són bàsicament cinc: carbonat de sodi (d'on agafa el nom la marxa, perquè és el primer reactiu que s'utilitza), àcid nítric, àcid clorhídric, sulfat amònic i amoníac. Utilitzant aquests reactius, els cations queden separats en sis grups:
1. Aquest grup conté els cations As (III) i As (V)
2. Aquest grup conté els cations Sb (III) i Sb (V)
3. Aquest grup conté els cations Ag (I), Pb (II) i Hg (I) (el mercuri en forma de dímer)
4. Aquest grup conté els cations Pb(II), Ba (II), Sr (II) i Ca (II) (el calci és molt difícil de detectar en aquest grup, sobretot si la concentració és baixa)
5. Aquest grup conté els cations Fe (III), Cr (III), Bi (III) i Al (III)
6. Aquest grup conté els cations Mn (II), Cu (II), Mg (II), Co (II), Ni (II), Cd (II), Hg(II), Zn (II), Ca(II)

## Metodologia
Tots els mètodes de l'anàlisi qualitativa es basen en la formació de compostos insolubles mitjançant diversos reactius, afegits successivament a la dissolució, després de separar per filtració el precipitat format en cada cas. Cada precipitat, que conté un grup reduït d'ions, es dissol després, totalment o parcialment en els reactius apropiats; s'afegeixen nous reactius per a formar precipitats amb un nombre cada vegada menor d'ions fins a arribar a un únic compost insoluble que caracteritza un particular ió. La formació de compostos insolubles i la redissolució de precipitats (per formació d'un compost molecular o iònic, poc ionitzat) constitueixen els processos químics analítics. L'aplicació sistemàtica del principi del producte de solubilitat constitueix la base teòrica de tota química analítica qualitativa.
Com que els mètodes de reconeixement sistemàtic de cations són relativament més senzills que els d'anions, s'assaja primer la presència de cations i després la d'anions. Tanmateix, la possible presència o absència de molts anions pot deduir-se a partir dels cations existents en la dissolució. Per exemple, si en la dissolució hi ha l'ió bari o l'ió plom, no hi ha dubte que no pot ser-hi l'ió sulfat, l'ió carbonat, ni cap dels altres anions que formen sals bàriques o sals de plom insolubles, perquè si hi fossin s'observaria un precipitat de la sal insoluble.
– Reconeixement de cations: Hi ha diversos mètodes de reconeixement de cations, que es diferencien en algun dels reactius afegits a la dissolució per a la precipitació successiva dels grups de compostos insolubles corresponents. La majoria d'ells utilitzen el gas sulfhídric per a la precipitació d'un cert nombre de cations com a sulfurs insolubles. L'assaig sistemàtic de cations es coneix actualement com a marxa analítica de cations. La més senzilla i utilitzada és esquematitzada a continuació, indicant-se en ella tan sols els metalls més comuns. Compren tradicionalment cinc grups i el tercer està dividit en dos subgrups:
- Grup 1: Reactiu HCl. Precipiten els clorurs de: Ag+, Pb2+ i Hg₂2+.
- Grup 2: Reactiu H₂S. Precipiten els sulfurs de: As3+, As5+, Sb3+, Sb5+, Sn2+, Sn4+, Hg2+, Pb2+, Cu2+, Cd2+ i Bi3+.
- Grup 3: 
  - Subgrup a: Reactiu NH₃ + NH₄Cl. Precipiten els hidròxids de Fe3+, Al3+ i Cr3+.
  - Subgrup b: Reactiu (NH₄)₂S + NH₄Cl. Precipiten els sulfurs de Mn2+, Zn2+, Co2+ i Ni2+.
- Grup 4: Reactiu (NH₄)₂CO₃ + NH₃ + NH₄Cl. Precipiten els carbonats de: Ca2+, Sr2+ i Ba2+.
- Grup 5: Reactius distints per al: Mg2+, K+, Na+ i Li+.

El desenvolupament de la marxa analítica és la següent:
Grup 1: la dissolució original, que pot contenir tots els cations, alguns d'ells possiblement en forma d'anió (CrO₄-, MnO₄-, etc.), es tracta en calent amb àcid clorhídric en excés, es deixa refredar i es filtra. El líquid filtrat (líquid I) passa a la investigació del grup 2. El precipitat blanc que s'hagi pogut formar pot consistir dels clorurs d'argent, plom i mercurós, tots o només alguns d'ells. Una part es tracta amb aigua bullent i es filtra en calent. El clorur de plom, que és relativament soluble, es dissol i, en el filtrat, es pot reconèixer aquest catió mitjançant l'addició d'un iodur o un cromat soluble, que formen iodur o cromat de plom, respectivament, que són ambdós grocs i molt més insolubles. El residu insoluble en aigua calenta es tracta amb amoníac diluït; si s'ennegreix vol dir que contenia clorur mercurós i s'ha format mercuri metàl·lic finament dividit. El líquid amoniacal, filtrat, podrà contenir l'argent en forma d'ió complex, [Ag(NH₃)]2+, si en acidificar novament amb àcid clorhídric es forma un precipitat blanc coagulós, vol dir que contenia efectivament l'ió argent.
Grup 2: s'escalfa el líquid I i es fa passar a través d'ell, durant uns minuts, un corrent de sulfur d'hidrogen. S'obté un precipitat, generalment negre, de sulfurs d'arsènic, antimoni, estany, mercúric, plom (pel fet que el clorur de plom és relativament soluble), coure, cadmi i bismut. Aquests sulfurs, que precipiten en medi àcid, en què la concentració d'ions S2- procedents del sulfur d'hidrogen és enormement baixa, tenen un producte de solubilitat molt xicotet. El precipitat se separa per filtració i el filtrat (líquid II) passa a la investigació del grup 3. El precipitat de sulfurs es tracta amb polisulfur amònic, (NH₄)₂Sn; els sulfurs d'arsènic, antimoni i estany, i en molt xicoteta extensió els de mercuri i coure, es dissolen per formar ions complexos i es filtren per a separar les tiosals solubles dels sulfurs que romanen insolubles (de mercuri, plom, coure, cadmi i bismut). La separació de cada un dels metalls en el líquid i en el filtrat, per a la seua particular identificació, està fora de l'abast d'aquest procediment.
Grup 3: el líquid II es bull per a eliminar el H₂S dissolt, s'afegeix un poc d'àcid nítric o de peròxid d'hidrogen per a oxidar el ferro que pugui existir de l'estat ferrós al fèrric, s'afegeix clorur amònic i s'afegeix en calent amoníac diluït; precipiten els hidròxids de ferro (fèrric), alumini i crom, que no són solubles en amoníac. La presència del clorur amònic fa tan xicoteta la concentració dels ions OH-, per efecte de l'ió comú, que els hidròxids dels altres metalls del grup, encara que relativament insolubles, no poden precipitar. El de ferro és terrós; el d'alumini, blanc i el de crom, verdós; per la qual cosa el color del precipitat pot servir d'orientació respecte als cations presents, i en separar-lo per filtració, pot investigar-se adequadament per al reconeixement de cada un dels ions metàl·lics que es puguin trobar en el mateix. El filtrat obtingut en separar el precipitat dels hidròxids, es bull i s'hi afegeix sulfur amònic acabat d'obtenir. S'obté un precipitat de sulfurs de manganès, zinc, cobalt i níquel, que se separa per filtració; el filtrat (líquid III) passa a la investigació del grup 4. El precipitat, el color del qual permet orientar-se respecte als sulfurs presents (els de cobalt i níquel són negres; el de manganès, rosat; el de zinc, blanc), s'investiga adequadament per al reconeixement particular de cada un dels cations que poden existir. En tractar-lo amb àcid clorhídric diluït es dissolen els sulfurs de manganès i zinc i queden insolubles els de cobalt i níquel, que només es dissolen en àcid nítric concentrat o millor en aigua règia.
Grup 4: el líquid III conté els metalls alcalinoterris i alcalins. S'acidifica amb àcid clorhídric i es bull per eliminar el H₂S, es filtra en el cas que existisca un precipitat de sofre (si el sulfur amònic contenia un poc de polisulfur), i s'alcalinitza feblement amb amoníac (pel que es forma clorur amònic), per després afegir carbonat amònic. S'escalfa i el precipitat dels carbonats de calci, estronci i bari se separa per filtració; el filtrat (líquid IV) passa a la investigació del grup 5. La presència d'un excés d'ions NH₄+ impedeix la precipitació del carbonat magnèsic. El precipitat obtingut es dissol en àcid nítric i s'evapora a sequedat, per a convertir els carbonats en nitrats, que s'investiguen per a reconèixer els cations alcalinoterris realment existents.
Grup 5: comprèn el magnesi i els metalls alcalins, normalment sodi i potassi, juntament amb les sals amòniques procedents dels reactius afegits. Per açò, la possible presència d'aquestes en la dissolució original s'investiga prèviament, per a la qual cosa s'alcalinitza amb un lleuger excés de sosa càustica i s'escalfa; l'existència de sals amòniques es reconeix per l'olor penetrant de l'amoníac. El magnesi s'investiga afegint fosfat disòdic, Na₂HPO₄, al líquid IV; si hi ha present magnesi es forma un precipitat blanc cristal·lí de fosfat amònic magnèsic, NH₄MgPO₄. Els metalls alcalins s'investiguen actualment a la flama.
– Reconeixement d'anions: La investigació sistemàtica d'anions és més complexa que la de cations i és més difícil donar-ne un esquema precís, fins i tot pels anions més corrents. Molts anions s'han posat de manifest en la investigació de cations, com ara els anions dels àcids insolubles (sílic, etc.), que precipiten en acidular la dissolució, i els anions que contenen metalls, que es transformen en compostos metàl·lics insolubles (arsenits, arsenats, cromats, permanganats, etc.) en les distintes fases de la marxa analítica. Altres anions s'assagen prèviament, com l'ió carbonat, ja que la dissolució a investigar es prepara de manera que continga únicament les sals alcalines dels anions, la qual cosa s'aconsegueix per tractament amb carbonat amònic o sòdic. La separació dels anions en 3 grups es basa en la insolubilitat de les sals bàriques, en la insolubilitat de les sals d'argent, i en la solubilitat de les sals de bari i argent:
- Grup 1: anions de les sals de bari que precipiten en medi neutre.
  - Insolubles en HCl. SO₄2-, [SiF₆]2-.
  - Insolubles en CH₃COOH (AcH). CrO₄2-, F-, IO₃-.
  - Insolubles en medi neutre. PO₄2-, BO₂-, SO₃-, S₂O₃-.

- Grup 2: anions de les sals d'argent que són insolubles en medi àcid.
  - Insolubles en NH concentrat. [Fe(CN)₆]3-, I-, S2-.
  - Solubles en NH concentrat. Cl-, Br-, CN-, CNS-, [Fe(CN)₆]3-.

- Grup 3: anions de les sals de bari i argent que són solubles. NO₃-, NO₂-, ClO₃-, ClO₄-.

La marxa analítica dels anions és la següent:
- Grup 1: en afegir nitrat o acetat de bari a la dissolució preparada per a la investigació d'anions, neutra o feblement alcalina, precipiten les sals de bari insolubles dels àcids sulfúric, fluosilícic, cròmic, fluorhídric, iòdic, fosfòric, bòric, sulfit i tiosulfat. El precipitat se separa per filtració i el líquid es porta a assajar els anions del grup 2. El precipitat de sals bàriques es tracta amb àcid clorhídric, per la qual cosa es dissolen totes elles excepte el sulfat i el fluosilicat bàrics. El precipitat que roman s'investiga per a aquests anions. El sulfit i el tiosulfat bàrics es descomponen i desprenen SO₂, que es pot reconèixer pel seu olor; a més, el tiosulfat diposita sofre. El líquid que resulta es tracta amb un excés d'acetat sòdic, amb la qual cosa precipiten novament les sals bàriques insolubles en àcid acètic, aquestes són el cromat, fluorur i iodat bàrics. Es filtra i el precipitat s'investiga per a cada un dels anions possibles. En neutralitzar el filtrat, precipitaran el fosfat i el borat bàrics si els corresponents anions estan presents; el sulfit i el tiosulfat pertanyents a aquest subgrup s'hauran descompost en tot cas en tractar el primer precipitat amb àcid clorhídric.

- Grup 2: el filtrat obtingut de la precipitació de les sals bàriques s'acidifica lleugerament amb àcid nítric i s'afegeix nitrat d'argent, amb la qual cosa precipiten les sals d'argent insoluble dels àcids ferrocianhídric, iodhídric, sulfhídric, clorhídric, bromhídric, cianhídric, tiociànic i ferrocianhídric. El precipitat s'elimina per filtració i el líquid filtrat passa a assajar els anions del grup 3. El precipitat es tracta amb amoníac concentrat, dissolent-se així aquelles sals d'argent, a excepció del ferrocianur, iodur i sulfur d'argent, que romanen insolubles. La investigació del precipitat que queda i el de la dissolució amoniacal resultant permeten identificar els anions realment presents. El sulfur d'argent és negre; el iodur, groc; el bromur, feblement groc; i les altres sals d'argent, blanques.

- Grup 3: el líquid que s'obté de la precipitació de les sals d'argent s'assaja pels distints anions que pot haver-hi presents: nitrits, nitrats, clorats i perclorats.

## Grups

### Grup I
Es pren la mostra problema o alíquota i s'afegeix HCl. Amb aquest reactiu precipiten els cations del Grup I (Plata (I), Plom (II) i Mercuri (I)):AgCl, PbCl2 i Hg2Cl2. Sobre el mateix embut s'afegeix aigua d'ebullició, quedant en el paper de filtre el AgCl i el Hg2Cl2; el Pb2+ pot identificar afegint KI, que origina un precipitat de PbI2 que es dissol en calent, que serveix per identificar-ho mitjançant l'anomenada pluja d'or.
Sobre el mateix paper de filtre s'afegeix NH3. En el paper de filtre si existeix Hg22+ i es forma una taca blanca, grisa o negre, que és una mescla de HgClNH2 i H0. En la dissolució es formen Ag(NH3)2+, que es pot identificar amb KI donant un precipitat de AgI groc clar.

### Grup III
A la dissolució que conté els cations del Grup III i següents li afegim NH3 i NH4Cl, precipitant els cations del Grup IIIA: Fe(OH)3 (vermell), Al(OH)3 (blanc), Cr(OH)3 (verd), però no precipiten els de el Grup III i següents. Per identificar els cations del Grup IIA s'afegeix NaOH i H2O2, de tal forma que el Fe(OH)3 no es dissol, però la resta donen AlO2-, CrO2- (encara que amb l'H2O2 dona CrO42-). Per reconèixer el ferro es dissol aquest precipitat en HCl i es divideix en dues posicions: a una d'elles se li afegeix KSCN (si existeix ferro s'origina un precipitat de color vermell escarlata intens), i a l'altra porció se li afegeix K4Fe(CN)6 (si existeix ferro es forma un precipitat de color blau fosc). A la dissolució que conté l'alumini i el crom afegim HCl fins a pH neutre; a continuació se li afegeix NH3 i precipita Al(OH)3; per poder veure's aquesta dissolució se li tira vermell Congo, afegim HCl, el vermell Congo passa a color blau, afegim NH3, el vermell Congo blau torna a ser vermell i l'A el(OH)3 es torna vermell.
Sobre la dissolució tirem H2S i NH3, quedant precipitats els cations del grup IIIB: MnS (rosa), CoS (negre), NiS (negre) i ZnS (blanc), quedant aparti els dels Grups IV i V. Sobre els precipitats tirem HCl, quedant d'una banda Mn2+ i Zn2+, i per un altre NiS i CoS. En el primer tub amb NaOH i H2O2 dona ZnO22- i un precipitat marró de MnO2. Per reconèixer el zinc es tracta amb H2S donant un precipitat blanc de ZnS; també es pot tirar Montequi A i Montequi B donant un precipitat de color violeta. En el segon tub tirem aigua règia, donant Ni2+ i Co2+. A una de les porcions es neutralitza amb NH3 i se segueix agregant fins a pH bàsic i després tirem dimetilglioxima; si existeix Ni2+ es forma un precipitat rosa. Pel Co2+ primer es neutralitza amb NH3, es fa servir acètic i acetat de sodi juntament amb KSCN; si agreguem acetona la fase acetònica agafa un color blau.

### Grup IV
Sobre les dissolucions dels Grups IV i V afegim (NH4)2CO3, precipitant els cations del Grup IV: CaCO3 (blanc), BACUS3 (blanc), SrCO3 (blanc), però si no ho hem eliminat anteriorment tindríem també PbCO3. Dissolem aquests precipitats en àcid acètic i afegim HCl 2N; si existeix plom precipita PbCl2, i dissolts Ca2+, Ba2+ i Sr2+. Sobre la dissolució afegim KCrO4; si existeix bari s'obté un precipitat groc de BaCrO4, i dissolts Ca2+ i Sr2+. Sobre la dissolució afegim (NH4)2CO3, precipitant els dos carbonats: CaCo3 i SrCO3, escalfem fins a sequedat, li afegim una mica d'H2O i acetona i després (NH4)2CrO4, quedant un precipitat de SrCrO4 i dissolt el calci, però si li afegim Na2C2O4 precipita CaC2O4.

### Grup V
Cations que no precipiten amb res anterior formen el Grup 0: NH4+, K+ i Na+. La major part dels assajos es fan al principi de l'anàlisi:
- Pel NH4+ s'escalfa i, si es desprèn amoníac llavors existeix aquest catió. També es pot agregar el reactiu de Nessler i, si existeix amoni dona un precipitat de color groc.
- Per al K: la millor forma de reconèixer-ho és a la flama, la que dona una coloració violeta. També es pot agregar cobaltonitrit sòdic; al mig feblement àcid si existeix K+ dona un precipitat groc.
- El Na+ es pot identificar perquè en afegir groc titani dona un color vermell. Si existeix Na+ amb reactiu de Kalthoff dona un precipitat groc. També es pot fer perquè si s'apropa una flama aquesta és de color groga intensa i és duradora.

### Marxa analítica dels anions més comuns
Els anions més freqüents en un laboratori no es poden separar de forma tan clara com els cations. La major part de les vegades es van a identificar de forma directa, mentre que uns altres es van a separar en grans grups precipitant amb cations i, a partir d'aquests precipitats, s'identifiquen aquests anions. No obstant això, en laboratori és bastant més difícil analitzar els anions presents que els cations. Generalment en el laboratori la marxa analítica d'anions es fa primer eliminant tots els cations existents precipitant amb NaOH o CO32-. A continuació es fan tres assajos preliminars:
- El primer és amb H₂SO₄ concentrat. Reacciona amb determinats anions i produeix gasos que són fàcilment identificables. Els anions que desprenen gasos són: CO₃2- (CO₂), SO₃2- (SO₂), S₂O₃2- (SO₃), S2- (Cl₂S), CN- (HCN) i NO₂- (NO₂).
- La segona és una reacció per identificar anions oxidants. Es realitza amb *KI, que reacciona amb els oxidants. Ex. BrO₃- + 2I- → BrO₂- + I₂, el qual reacciona fàcilment amb el midó i dona un color blau en la dissolució. Són: CrO₄-, Fe(CN)₆3-, NO₃-, MnO₄-, CrO₃- i IO₃-.
- La tercera és una reacció d'anions reductors. Es realitza la prova amb KMnO₄. Si existeixen anions reductors elKMnO₄ es descoloreix ràpidament. Són: Fe(CN)₆4-, S₂O₃2-, S2-, SO₃2-, AsO₃3-, NO₂-, I- i SCN-.

Primer separem els anions del Grup I, que són aquells que precipiten amb Ca2+ en un medi amb àcid acètic. Els anions que van a precipitar són: C₂O₄2-, F- i PO₃3-.
Els anions del Grup II són els que precipiten amb Zn2+ en presència d'àcid acètic. Són: S2-, Fe(CN)₆4- i Fe(CN)₆3-.
Els anions del Grup III són els que precipiten amb Mg2+ en presència de NH₃ i un excés de NH₄+. Són: PO₄3-, AsO₃3-, AsO₄3- i SiO₃2-.
Els anions del Grup IV són els que precipiten amb Ba2+ en presència d'àcid acètic. Són: SO₄2-, SO₃2-, S₂O₃2- i CrO₄2-.
Els anions del Grup V són els que precipiten amb Ag+ al medi fortament bàsic. Són: Cl-, Br-, I-, CN- i SCN-.
Els restants anions no precipiten amb cap dels cations anteriors, per la qual cosa s'identifiquen en la mostra inicial. Els més freqüents són: NO₂-, NO₃-, IO₃- i BrO₃-.

## Detecció d’anions
La investigació sistemàtica d'anions és més complexa que la de cations i és més difícil donar-ne un esquema precís, fins i tot pels anions més corrents. Molts anions s'han posat de manifest en la investigació de cations, com ara els anions dels àcids insolubles (sílic, etc.), que precipiten en acidular la dissolució, i els anions que contenen metalls, que es transformen en compostos metàl·lics insolubles (arsenits, arsenats, cromats, permanganats, etc.) en les distintes fases de la marxa analítica. Altres anions s'assagen prèviament, com l'ió carbonat, ja que la dissolució a investigar es prepara de manera que continga únicament les sals alcalines dels anions, la qual cosa s'aconsegueix per tractament amb carbonat amònic o sòdic. La separació dels anions en 3 grups es basa en la insolubilitat de les sals bàriques, en la insolubilitat de les sals d'argent, i en la solubilitat de les sals de bari i argent.
- Grup 1: anions de les sals de bari que precipiten en medi neutre.
  - Insolubles en HCl. SO₄2-, SiF6-.
  - Insolubles en CH₃COOH (AcH). CrO₄2-, F-, IO₃-.
  - Insolubles en medi neutre. PO₄2-, BO₂-, SO₃-, S₂O₃-.

En afegir nitrat o acetat de bari a la dissolució preparada per a la investigació d'anions, neutra o feblement alcalina, precipiten les sals de bari insolubles dels àcids sulfúric, fluosilícic, cròmic, fluorhídric, iòdic, fosfòric, bòric, sulfit i tiosulfat. El precipitat se separa per filtració i el líquid es porta a assajar els anions del grup 2. El precipitat de sals bàriques es tracta amb àcid clorhídric, per la qual cosa es dissolen totes elles excepte el sulfat i el fluosilicat bàrics. El precipitat que roman s'investiga per a aquests anions. El sulfit i el tiosulfat bàrics es descomponen i desprenen SO₂, que es pot reconèixer pel seu olor; a més, el tiosulfat diposita sofre. El líquid que resulta es tracta amb un excés d'acetat sòdic, amb la qual cosa precipiten novament les sals bàriques insolubles en àcid acètic, aquestes són el cromat, fluorur i iodat bàrics. Es filtra i el precipitat s'investiga per a cada un dels anions possibles. En neutralitzar el filtrat, precipitaran el fosfat i el borat bàrics si els corresponents anions estan presents; el sulfit i el tiosulfat pertanyents a aquest subgrup s'hauran descompost en tot cas en tractar el primer precipitat amb àcid clorhídric.
- Grup 2: anions de les sals d'argent que són insolubles en medi àcid.
  - Insolubles en NH concentrat. Fe(CN)₆3-, I-, S2-.
  - Solubles en NH concentrat. Cl-, Br-, CN-, CNS-, Fe(CN)₆3-.

El filtrat obtingut de la precipitació de les sals bàriques s'acidifica lleugerament amb àcid nítric i s'afegeix nitrat d'argent, amb la qual cosa precipiten les sals d'argent insoluble dels àcids ferrocianhídric, iodhídric, sulfhídric, clorhídric, bromhídric, cianhídric, tiociànic i ferrocianhídric. El precipitat s'elimina per filtració i el líquid filtrat passa a assajar els anions del grup 3. El precipitat es tracta amb amoníac concentrat, dissolent-se així aquelles sals d'argent, a excepció del ferrocianur, iodur i sulfur d'argent, que romanen insolubles. La investigació del precipitat que queda i el de la dissolució amoniacal resultant permeten identificar els anions realment presents. El sulfur d'argent és negre; el iodur, groc; el bromur, feblement groc; i les altres sals d'argent, blanques.
- Grup 3: anions de les sals de bari i argent que són solubles. NO₃-, NO₂-, ClO₃-, ClO₄-. El líquid que s'obté de la precipitació de les sals d'argent s'assaja pels distints anions que pot haver-hi presents: nitrits, nitrats, clorats i perclorats.

Existeixen procediments alternatius. Per exemple:
- Grup 1:consta de CO2−
3, HCO−
3, CH₃COO−, S2−, SO2−
3, S
2O2−
3 i NO−
2. El reactiu per al grup primer d'anions és l'àcid clorhídric (HCl) diluït o l'àcid sulfúric (H₂SO₄) diluït.
  - Els carbonats donen efervescència amb el H₂SO₄ diluït degut a l'alliberament del gas CO₂, que torna l'aigua lletosa per la formació de CaCO₃. Aquest aspecte lletós desapareix fent passar l'aigua lletosa per un excés del gas per la formació de Ca(HCO)₃.
  - Els acetats donen una olor similar a vinagre.
  - Els sulfurs donen l'olor semblant a ous podrits del H₂S quan es tracten amb H₂SO₄ diluït.
  - Els sulfits produeixen gas SO₂, que fa olor de sofre cremat quan es tracta amb àcid diluït.
  - Els nitrits donen fums de NO₂ de color marró vermellós tractats amb H₂SO₄ diluït.
- Grup 2: consta de Cl−, Br−, I−, NO−
3 i C
2O2−
4. El reactiu per aquest grup és l'àcid sulfúric (H₂SO₄) concentrat. Després d'agegir l'àcid, els clorurs, bromurss i iodurs formaran precipitats amb nitrat de plata. Els precipotats tenen els colors respectivament de blanc, groc pàl·lid, i groc.
  - Els clorurs es confirmen pel test de clorur cromil .
  - Els bromurs i iodurs es confirmen pel Test de capa (layer test): Un extracte de carbonat de sodi es fa de la solució que conté bromur o iodur i s'afegeix CHCl₃ o CS
2 a la solució la qual se separa en dues capes: un coor marró en la capa CHCl
3 o CS
2 indica presència de Br−, un color violat indica la presència de I−.
  - Els nitrat donen fums amb H₂SO₄ per la formació de NO₂.[5]
  - Els oxalats tractats amb àcid sulfúric donen gasos CO₂ i CO.
- Grup 3:consta de SO2−
4, PO3−
4 i BO3−
3. No reaccionen amb l'àcid sulfuric (ni concentrat ni diluït).
  - Els sulfats donen un precipitat blanc amb BaCl₂ insoluble.
  - Els fosfats donen un precipitat blanc cristal·lí afegint HNO₃ i molibdat d'amoni.
  - Els borats donen una flama verda característica de trietil borat.